# مجزرة سبايكر
في 12 حزيران/يونيو 2014، أعدم تنظيم الدولة الإسلامية في العراق والشام (داعش) ما بين 1095 و1700 طالب عسكري عراقي بالقرب من تكريت. وقعت عمليات القتل أثناء هجوم داعش في شمال العراق، عندما ألقي القبض على الطلاب العسكريين خارج معسكر سبايكر أثناء محاولتهم الفرار من المنطقة. كان هناك ما بين 5000 و10000 طالب عسكري أعزل في محيط معسكر سبايكر في وقت المذبحة، واختار مسلحو داعش المسلمين الشيعة على وجه التحديد لإعدامهم. وحتى عام 2024، لا زالت هذه المذبحة هي أعنف عمل إرهابي في العراق وثاني أعنف عمل إرهابي في العالم، بعد هجمات الحادي عشر من سبتمبر/أيلول التي نفذها تنظيم القاعدة في الولايات المتحدة في عام 2001.
أسر تنظيم داعش (2000-2200) جندي منتسبين إلى الفرقة 18 في الجيش العراقي المكلفة بواجب حماية انبوب النفط الرابط بين بيجي ومنطقة حقول عين الجحش في الموصل في قاعدة سبايكر الجوية بعد سيطرة تنظيم داعش على مدينة تكريت في العراق وبعد يوم واحد من سيطرتهم على مدينة الموصل واقتادوهم إلى القصور الرئاسية في تكريت، وهناك قاموا بإعدامهم، كما أعدم البعض الآخر في مناطق أخرى رمياً بالرصاص ودفن بعض منهم وهم أحياء.
صورت داعش مجريات هذه المجزرة في محافظة صلاح الدين، وقد نجح بعض الجنود العراقيين في الهروب من المجزرة إلى قضاء العلم التي كانت صامدة آنذآك ولم تسقط بيد تنظيم الدولة الإسلامية في العراق والشام حتى تاريخ 24 يونيو 2014م، حيث استقبلتهم قبيلة الجبور في هذه الناحية والتي يفصلها نهر دجلة عن تكريت وأمنت لهم عجلات ومستمسكات للهرب من سيطرات التنظيم، كما هرب بعضهم بطرق أخرى، وقد روى بعض الطلاب مجريات المجزرة فبحسب قولهم وشهاداتهم أن تسليم الطلاب من قاعدة سبايكر حدث بسبب خداع بعض القادة العسكريين للطلاب وايهامهم بأن الوضع آمن.
اثرت المجزرة بشكل سئ في نفوس عوائل ضحايا قاعدة سبايكر الذين خرجوا بمظاهرات لمحاكمة القادة المسؤولين عن تسليم ضحايا سبايكر لتنظيم داعش، وفي إحدى المظاهرات تمكنوا من اقتحام البرلمان وطالبوه بمحاسبة القادة الذين سلموا سبايكر لداعش، لاحقا وقعت العديد من المظاهرات من قبل أهالي الضحايا أدت بعضها إلى إغلاق جسر في بغداد بضع مرات احتجاجاً على تأخر الحكومة في بيان مصير أولادهم أو اتخاذ إجراءات سريعة.

## اعتقال متهمي مجزرة سبايكر
أعلن مسؤول عراقي خلال مؤتمر صحافي عقده في مقر الوزارة أنه تم اعتقال عدد من عناصر تنظيم «داعش» المتهمين بارتكاب مجزرة سبايكر في شمال العراق فقال محافظ صلاح الدين أن «قوة أمنية من الجيش والشرطة تمكنت وبعد ورود معلومات استخباراتية دقيقة من إلقاء القبض على عدد من عناصر داعش نقلوا إلى مركز أمني للتحقيق معهم ومعرفة الجهات التي كانت معهم لحظة تنفيذ قتل الطلاب» لكن لم يكشف عن توقيت اعتقال تلك العناصر ودعى العشائر التي ينتمي اليها المجرمون أن يسلموا المرتكبين.

## ما بعد الحادثة
ذكرت الحكومة العراقية أن 57 من أعضاء حزب البعث العربي الاشتراكي شاركوا في المجزرة. وصرحت الهيئة القضائية "لقد تبين بالدليل القاطع، الذي لا يقبل الشك، أن هؤلاء المجرمين جميعاً من أعضاء حزب البعث المحظور". وذكر وزير الدفاع السابق سعدون الدليمي: أن المجزرة لم تكن طائفية بطبيعتها. وصرح المتحدث باسم القوات المسلحة العراقية قاسم عطا "أن الآلاف تم إعدامهم في أو بالقرب من القصور الرئاسية وسجن بادوش بسبب العنف الطائفي.
في 2 أيلول/سبتمبر 2014، قام أكثر من 100 فرد من عائلات القتلى والمفقودين من الطلاب والجنود باقتحام مبنى البرلمان العراقي وضربوا ثلاثة من حراس الأمن. وبعد يوم بدأت جلسة في البرلمان العراقي بحضور ممثلين عن الأهالي ووزير الدفاع آنَذاك سعدون الدليمي ومسؤولين عسكريين آخرين لمناقشة المجزرة.
في 18 أيلول/سبتمبر 2014، ذكرت وزارة حقوق الإنسان العراقية أنه اعتبارًا من 17 أيلول/سبتمبر عام 2014، بلغ العدد الإجمالي للجنود الذين مازالوا مفقودين1095 شخص، بعد الهجوم الذي شنه مسلحوا تنظيم الدولة الإسلامية (داعش) على قاعدة سبايكر الجوية. كما دعت الحكومة إلى تخصيص عشرة ملايين دينار عراقي لعائلات الطلاب المفقودين.

## رواية أحد الناجين
الجندي الذي كان ضمن جنود قاعدة سبايكر، نجا من الموت ثلاث مرات، قائلاً أنه كان في مركز تدريب ذي قار، ولقد تطوع على تشكيل قيادة فرقة الإستطلاع الجديدة، مع ثلاثة آلاف جندي آخرين من جميع المحافظات، وبقوا فيها نحو شهر، وفي السابع من حزيران(يونيو) التحقوا إلى ذي قار وفي اليوم التالي تم تحريك الوحدة بجميع جنودها إلى قيادة الإستطلاع ضمن قاطع عمليات صلاح الدين، وفي حدود الساعة العاشرة من ليلة الحادي عشر من حزيران(يونيو)، تحركت وحدته المؤلفة من ثلاثة آلاف جندي إلى قاعدة سبايكر، بأمر من قائدها، من دون أن يعلموا أن محافظات الموصل وصلاح الدين والمناطق المحيطة بهما قد أصبحت تحت سلطة المسلحين، لعدم وجود أجهزة راديو وتلفاز أو هواتف وأضاف الجندي أن أمر الوحدة العقيد الركن لم يجهزهم بأيّ قطعة سلاح، حين دخلوا بالسيارات والملابس العسكرية وطمئنهم بعدم قدرة أحد من الوصول إلى القاعدة المحصنة، وأنهم مجازون لمدة خمسة عشر يوماً، ويجب أن يلتحقوا بعدها إلى مقرهم السابق القريب من جبال حمرين، ولكن عليهم النزول بملابس مدنية، وترك هوياتهم. فركبوا سيارات، كان سائقيها قد اتفقوا مع مسلحي تنظيم الدولة على تسليمهم اليهم، فسلموهم إلى تنظيم الدولة واعصبوا أعينهم وأركبوهم وأنزلوهم في أحد القصور الرئاسية وأدخلوهم في غرفة كانت ضيقة لكثرة الأسرة وبعد نحو ساعة أزاحوا العصابة وأخذوا يحققوا معهم فقتلوا الذي كان شيعي، فبقوا نحو 150 اسيراً فقادوهم المسلحون أمام المحكمة الشرعية يترأسها قاضٍ شرعي ومدّعي ومحام يقف خلفهم سياف، فسألو عن عشيرته ومذهبه و...و في خامس الأيام جائهم أحد المسلحين مستبشراً بعفو أبو بكر البغدادي زعيم داعش، عن الأسرى السنّة فأركبوهم ونزلوهم وسط المدينة.

## عدد الضحايا حسب المحافظة

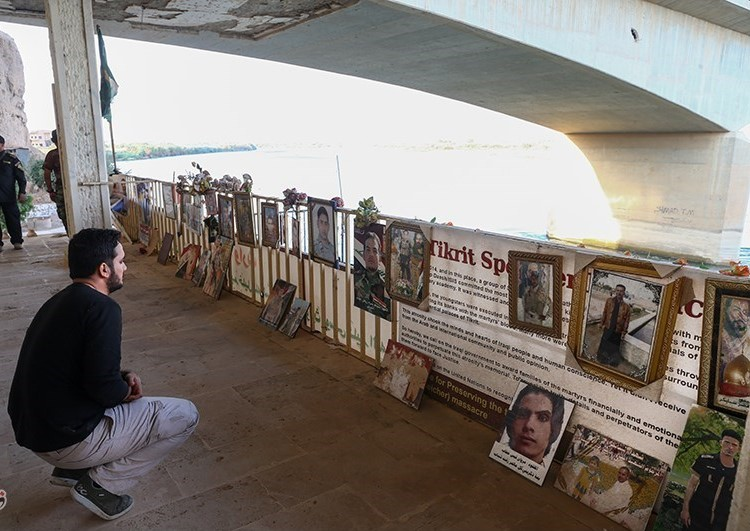
تذكاري لقتلى مجزرة سبايكر في موقف الحادثة - القصور الرئاسية في تكريت

وقد بلغ عدد ضحايا مجزرة قاعدة سبايكر حسب وزارة الصحة العراقية حوالي (1907) وتحتل محافظة ذي قار وبابل المركز الأول.
| رقم | المحافظة          | عدد الضحايا |
| --- | ----------------- | ----------- |
| 1   | محافظة ذي قار     | 383         |
| 2   | محافظة بابل       | 382         |
| 3   | محافظة بغداد      | 292         |
| 4   | محافظة الديوانية  | 252         |
| 5   | محافظة كربلاء     | 132         |
| 6   | محافظة ديالى      | 119         |
| 7   | محافظة النجف      | 99          |
| 8   | محافظة المثنى     | 86          |
| 9   | محافظة واسط       | 80          |
| 10  | محافظة صلاح الدين | 26          |
| 11  | محافظة كركوك      | 17          |
| 12  | محافظة ميسان      | 16          |
| 13  | محافظة البصرة     | 10          |
| 14  | محافظة أربيل      | 7           |
| 15  | محافظة الأنبار    | 2           |

## التحقيقات
بعد انتصار القوات العراقية على تنظيم الدول الإسلامية (داعش) في معركة تكريت عام 2015، عُثِر على مقابر جماعية تحتوي على بعض الطلاب الذين قتلوا وبدأ استخراج الجثث التي تحللت. يُعتقد أنه تم القبض على شخصين توأمين في فنلندا 13 ديسمبر / كانون الأول 2016، متهمين بالضلوع في إرتكاب المجزرة، ولم تفصح الشرطة عما إذا كانوا قد تقدموا بطلبات لجوء في فنلندا، اتُهم التوأمين البالغان من العمر 24 عامًا بالقتل وارتكاب جريمة حرب بسبب قتلهم لطلاب غير مسلحين، وكذلك بتهمة "هجوم إرهابي متطرف". وفي مايو 2017 تمت تبرئتهم من قبل محكمة منطقة بيركانما (Pirkanmaa District Court)، وبعد استئناف المحاكمة في فبراير عام 2020، تمت تبرئتهما مرة أخرى من قبل محكمة الاستئناف في توركو (Turku Court of Appeal) بسبب عدم وجود أدلة على تورط الأخوين في المجزرة.

### الحكم بالإعدام على المشبته بهم
في أغسطس / آب 2016، أُعدم 36 رجلاً شنقًا لدورهم في المجزرة. في 6 أيلول/ سبتمبر 2016، عثرت كتائب الإمام علي على ثلاث مقابر جماعية تحتوي على رفات أكثر من 30 شخصًا قتلوا في المجزرة. في أغسطس / آب 2017، حُكم أيضًا على 27 شخصًا بالإعدام لتورطهم في المجزرة، وأُطلق سراح 25 رجلاً آخرين لعدم كفاية الأدلة.

## معرض الصور

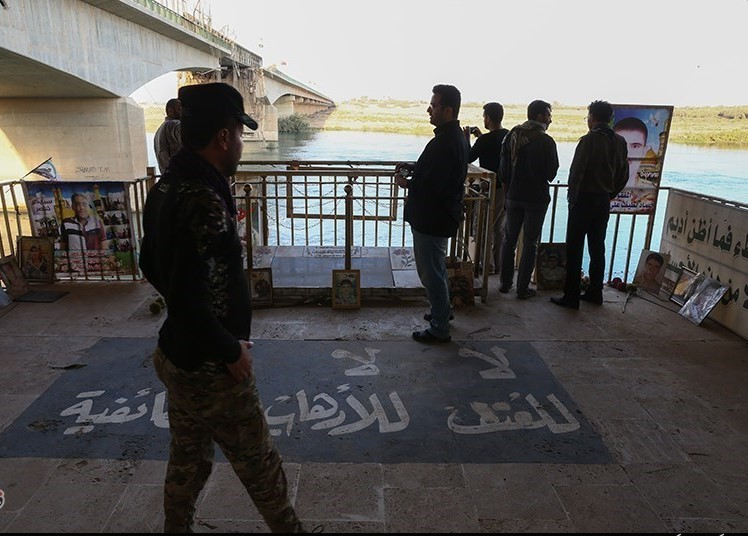
مجموعة من الزوار للنصب التذكاري
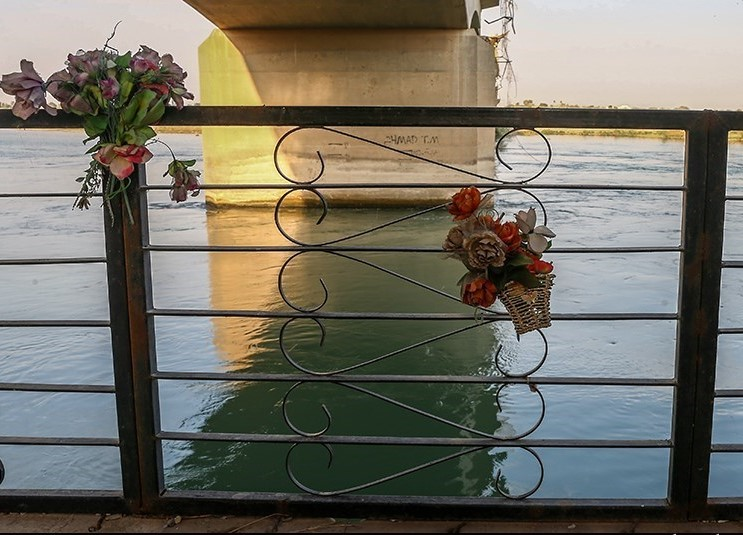
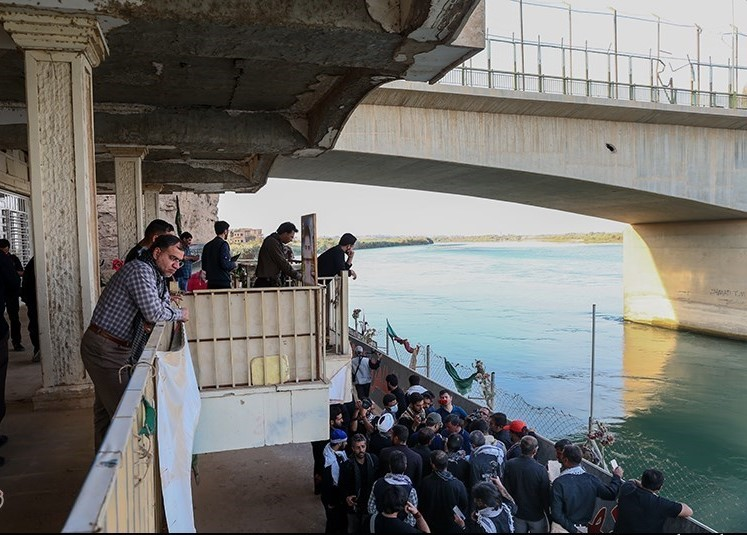
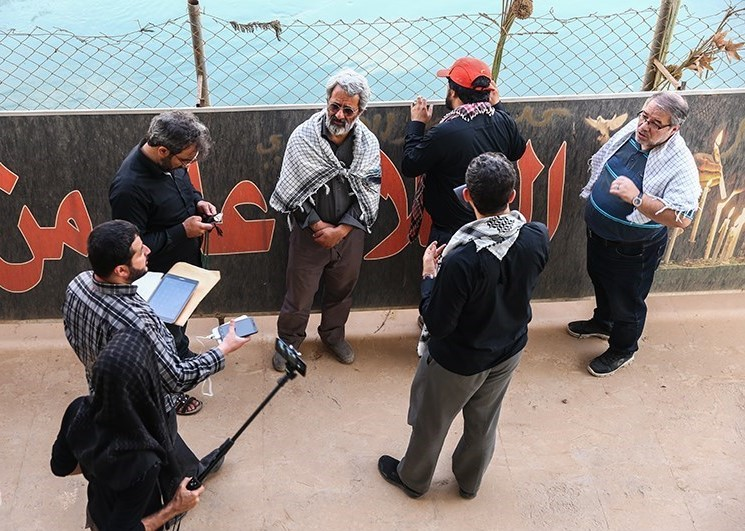
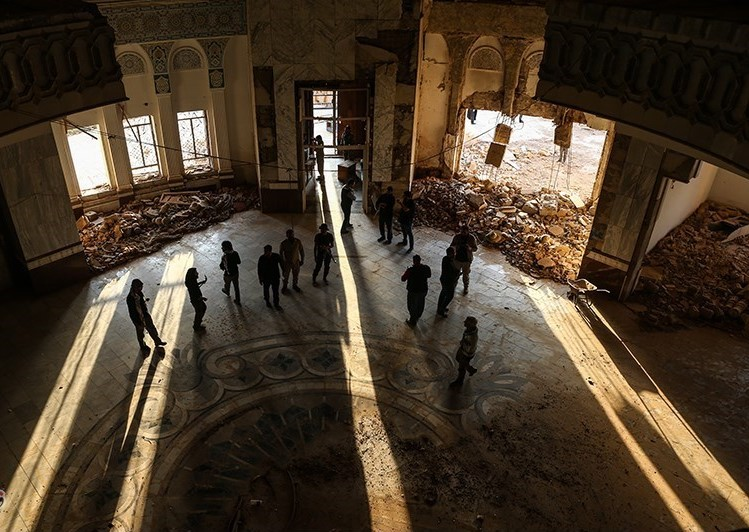
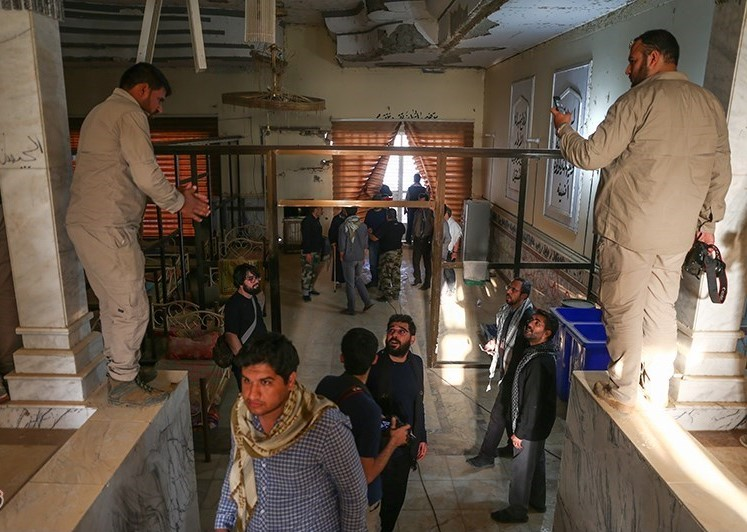
ذكرى لضحايا معسكر سبايكر في قصر صدام حسين الجمهوري.

## طالع أيضًَا
- قاعدة سبايكر الجوية
- مجزرة سنجار
- مجزرة سجن بادوش